# Елец, Юлий Лукьянович
Ю́лий Лукья́нович Еле́ц (Юлиа́н Люцианович, Лукиа́нович, Луки́ч, литер. криптоним: Ю. Е.; 24 июня [6 июля] 1862 — 20 мая 1932; Дилбек, Бельгия) — гвардейский полковник русской армии, писатель, военный историк и журналист.

## Биография

### Происхождение. Образование
Происходил из дворян Гродненской губернии православного вероисповедания. Сын Генштаба генерал-майора Люциана (Лукиана) Адамовича Ельца родился 24 июня (6 июля) 1862 года; был крещён во Владимирской в придворных слободах церкви.
В 1880 году окончил 2-ю Санкт-Петербургскую военную гимназию. В 1882 году был выпущен из Николаевского кавалерийского училища офицером по 1-му разряду. В 1883 году в течение месяца обучался сапёрному делу в 8-м сапёрном батальоне. В 1885 году поступил в Николаевскую академию Генерального штаба, курс в которой окончил в мае 1888 года по 2-му разряду.

### В лейб-гвардии Гродненском гусарском полку
Службу Елец начал в лейб-гвардии Гродненском гусарском полку. 7 августа 1882 года ему был присвоен обер-офицерский чин корнета. По состоянию на 1884 год ― и. д. полкового адъютанта. С 30 августа 1886 года — поручик, а с 24 апреля 1888 — штабс-ротмистр. С 1892 года временно командовал 2-м и 3-м эскадронами полка, а в апреле 1893 года утверждён в должности командира 4-го эскадрона лейб-гвардии Гродненского гусарского полка. С мая того же года в должности эскадронного командира ― член суда общества офицеров и член распорядительного комитета офицерского собрания. В ноябре 1892 года Елец в составе депутации от полка был командирован в Витебскую губернию для открытия в церкви села Ильзенберга Режицкого уезда памятника бывшему некогда шефу Гродненского гусарского полка, герою Отечественной войны 1812 года генерал-майору Я. П. Кульневу. В апреле 1894 года присвоен чин ротмистра, а в 1899 году Елец вышел в отставку.

### Англо-бурская война
Об участии Ельца в Англо-бурской войне в качестве добровольца на стороне Буров известно из прессы времён той войны. В декабре 1899 года в газетах появились сообщения об отъезде Ельца в Трансвааль.

На днях выехали в Южную Африку двое отставных ротмистров: Ю. Елец, автор романа «Болезнь века» и «История Гродненского гусарского полка» и Ганецкий.— Петербургская газета, 19 декабря 1899, № 347. 
Спустя некоторое время в английской и другой европейской прессе появились сообщения о гибели Ельца, уже приобрётшего к тому времени большую известность благодаря своей литературной и журналистской деятельности. Однако вопреки тем сообщениям Елец в 1900 году вернулся из Трансвааля в Париж, где у него поспешил взять интервью корреспондент «Петербургской газеты» в Париже г-н Паспарту (С. П. Дягилев), «чтобы услышать от очевидца о положении воюющих сторон в Трансваале», вместе с тем развеяв «миф» о якобы смерти Ельца. Последний описал военные успехи буров (сопутствующие им на первом этапе войны), очевидцем которых являлся лично, однако о своём личном участии в сражениях он отказался пока говорить «по особым причинам». Вслед за тем газета «Варшавский дневник» напечатала критику данного интервью, опубликованного «газетой года». Ссылаясь на некие частные источники, сообщавшие о том, что Елец в Трансвааль не ездил, а всю зиму (1899―1900 гг.) провёл в Вилланфранке близ Ниццы, «Варшавский дневник» пришёл к заключению, что «всё это интервью — плод разыгравшейся фантазии господина Паспарту». По возвращении же Ельца 28 июля того же 1890 года в Санкт-Петербург, у него тут же вновь было взято интервью, только уже журналистом газеты «Русский листок», в котором Елец как участник той войны прогнозировал скорую победу буров.

### Ихэтуаньское восстание

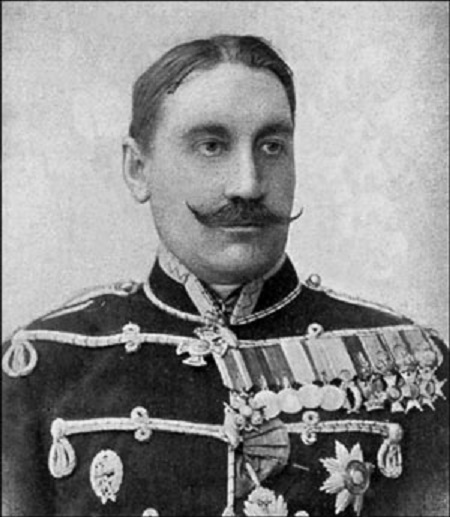
Ротмистр Елец

В 1900 году Елец был призван в мобилизованные войска и назначен штаб-офицером для поручений при командующем войсками Квантунской области (южная Маньчжурия).
Во время Ихэтуаньского восстания (также известного как Восстание боксёров) в Китае, Елец был во главе, как отмечал Д. Г. Янчевецкий, ― «Одной из самых трудных» военных экспедиций. 23 сентября 1900 года он во главе небольшого летучего отряда в составе двух стрелковых рот и взвода казаков выбил из г. Юнпинфу Чжилийской провинции китайский отряд ихэтуаней, который производил там репрессии против христиан. Там же Елец захватил генерал-губернатора, покровительствовавшего боксёрам. От имени гвардии ротмистра Ельца, названного начальником Русского Чжилийского отряда, и начальника его штаба Жем де-Бурбона китайским областным начальником была издана прокламация, согласно которой всем жителям города и его окрестностей (за исключением чиновников и христиан) предписывалось в 15-дневный срок сдать всё холодное и огнестрельное оружие. Те, кто был замешан в убийствах и поджогах были преданы местными властями смертной казни или передавались русским военным. Кроме того, предписывалось разрушить все жилища и места сборов ихэтуаней. В ночь на 24 сентября отряды последних напали на Юнпинфу, но застать врасплох отряд Ельца им не удалось и все атаки были отбиты. В тот же день Елец занял д. Никоу. Во время той экспедиции отрядом Ельца были захвачены 4 скорострельных крупповских орудия, из которых была сформирована батарея под командованием Жем де-Бурбона.
Оставив в Юпинфу гарнизон из роты стрелков и 10 казаков, Елец направился в Шаньхайгуань. 14 октября Елец во главе отряда (ок. 100 чел.) совместно с отрядом капитана Ознобишина был направлен в Цзиньчжоуфу для захвата города и освобождения, осаждённых ихэтуанями в 40 вёрстах от него в католической миссии в Суншуцицзы, миссионеров. 16 октября Елец нанёс поражение неприятелю у д. Татуань, а на следующий день пробился в осаждённый монастырь, от куда 18 октября произвёл вылазку на импань под д. Тупнинкоу против 600 осаждавших миссию монголов. После упорного сопротивления, при котором защитники импани потеряли до 200 человек, она была взята русским отрядом, который также понёс тяжёлые потери. Когда отряд, подобрав своих раненных начал отходить обратно к монастырю, у него в тылу и во флангах появились крупные силы неприятеля (до 6 тыс. чел.). Китайские христиане, бывшие при отряде в качестве санитаров, бросили тяжелораненого подпоручика Бунина, и бросились бежать к монастырю. При Бунине оставались хорунжий Шильников и дважды раненый ещё при штурме импани Елец. На зов последних подлетели казаки и помогли усадить раненого Бунина в седло. Передовые части ихэтуаней, находившиеся уже в 20 шагах от офицеров и казаков, вели плотный ружейный огонь, но так как противник стрелял на ходу с коня, то он не был особо меток. Впрочем, Елец, который держал раненого подпоручика за воротник, получил тогда третье ранение (контузию в правое плечо).
Понеся тяжёлые потери отряд Ельца дошёл до монастыря и, затворившись, оборонял его до подхода помощи, которая прибыла 22 октября под руководством генерал-лейтенанта Церпицкого. За время обороны миссии русский отряд Ельца потерял более ⅓ личного состава, причём убиты или ранены были все офицеры. Несколько человек ещё при отступлении 18 октября попали в руки к ихэтуаням и были ими «изувечены». В результате отрядом Ельца были спасены епископ Восточной Монголии Абельс, 23 миссионера и 3000 китайцев-христиан. За проявленное мужество Елец был награждён золотым оружием с надписью «За храбрость». Папой римским ему были вручены булла в виде особой именной грамоты с печатью и орден Св. Сильвестра «За особые военные заслуги католической церкви». Кроме того, Елец был награждён французским, бельгийским и голландским орденами за боевые отличия, то есть орденами тех стран подданными которых являлись спасённые им миссионеры.
После войны несмотря на то, что, как отмечал А. А. Игнатьев, Елец был талантливым офицером Генштаба, за сатиру в стихах на генералов, командовавших войсками в китайскую кампанию, он был изгнан из генерального штаба и Высочайшим приказом от 22 февраля 1901 года был исключён из службы и из запаса. Однако ВП от 20 января 1903 года был восстановлен во всех правах и зачислен в запас гвардейской кавалерии. В дальнейшем журналист А. С. Суворин иронично вспоминал о его беседе с Ельцом, ― «…разжаловали, а затем опять пожаловали».

### Русско-японская война

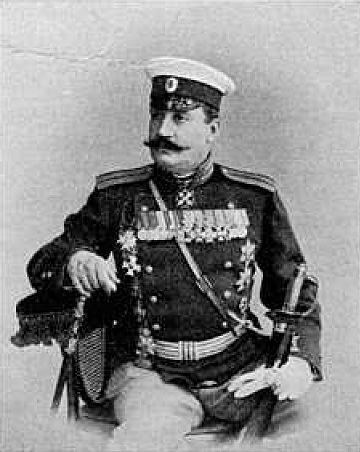
Подполковник Елец. Корреспондент «Нового времени» на театре войны

На Русско-японскую войну Елец отправился на добровольной основе в качестве военного корреспондента газеты «Новое время». В апреле 1904 года он на некоторое время прибыл в Порт-Артур. Находился там во время ночной атаки японцев 20 апреля. Кроме сбора информации Елец принимал непосредственное участие и в обороне крепости. После этого находился в действующей армии на маньчжурском театре войны.
После войны с 1905 года проживал в Санкт-Петербурге. В 1908 году уволен в отставку в чине гвардии полковника с мундиром и пенсией.

### Первая мировая война
Во время Первой мировой войны Елец был военным цензором, а затем заведующим бюро по опросу инвалидов и бежавших из плена русских солдат и офицеров. В 1917 году сделал обращение к Временному правительству с утверждением, что «враг наш и морально и материально уже сломлен», предлагая усилить пропаганду в отношении близости победоносного окончания войны с Германией.

### В Эмиграции
После Октябрьской революции эмигрировал. В 1920-х годах проживал в Софии, Париже, затем переехал в Бельгию.
Умер 20 мая 1932 года в Дилбеке (близ Брюсселя), Бельгия.

## Литературная деятельность Ельца
В 1889 году офицеры лейб-гвардии Гродненского гусарского полка решили ознаменовать предстоящий 25-летний юбилей шефства его Великим князем Павлом Александровичем поднесением ему «Истории полка», составителем которого был избран штабс-ротмистр Елец. В следующем 1890 году был издан 1-й том «Истории…». Для окончательной разработки 2-го тома Елец в 1896 году был прикомандирован к Военно-учёному комитету Главного штаба, и закончил его составление в следующем 1897 году.
Находясь на службе в Гродненском полку Елец сотрудничал с газетой «Варшавский дневник». С 1892 по 1895 годы был исполняющим обязанности помощника редактора газеты В. В. Крестовского. Плюс ко всему Елец глубоко разделял идеологические взгляды последнего, в частности его убеждения о «внутреннем превосходстве русского народа над гнилым Западом» и как врага «сантиментального космополитизма». После смерти Крестовского Елец издал «Собрание…» его сочинений (1899—1900), будучи редактором и автором вступительной биографической статьи о нём.
Елец также являлся автором многочисленных статей, публиковавшихся в таких изданиях как: «Воскресение», «Европейская жизнь», «Нива», «Родник», «Север», «Варшавский военный журнал», «Вестник русской конницы», «Русский инвалид», «Военный сборник», «Разведчик», «Витязь», «Армия и флот», «Офицерская жизнь», «Чтение для солдат», «Досуг и Дело», «Новое время» и др. Его труды издавались и отдельными брошюрами. За поднесение императрице брошюры «Дочь Кексгольмского полка» (1893), ему была объявлена благодарность Её И. В.. В сборнике «Отзвуки жизни» (1912) Ельцом были опубликованы написанные им стихи. В него вошли дружеские послания, экспромты, «альбомная» лирика и др. В эмиграции публиковал рассказы в «Русской газете» (Париж) и других изданиях.

## Награды
отечественные
- орден Святого Станислава 3 степени с мечами и бантом
- орден Святого Станислава 2 степени с мечами
- серебряная медаль «За спасение погибавших»
- золотое оружие «За храбрость» — «за дело при д. Сун-Ши-Цви-Дзе»

иностранные
- офицерский орден Академических пальм (Франция, 1893)
- крест 2-го кл. ордена Саксен-Эрнестинского дома (Саксония)
- орден князя Даниила I 3-й ст. (Черногория)
- орден Льва и Солнца 3-й ст. (Персия)
- орден Железной короны 3-й ст. (Австрия)
- крест 1-го кл. Саксен-Альтенбургского ордена Эрнестинского дома (Саксония)
- булла от папы римского (в виде особой именной грамоты с печатью) (Ватикан)
- Орден Святого Сильвестра «За особые военные заслуги католической церкви» (Ватикан)

## Избранная библиография Ельца
- История лейб-гвардии Гродненского гусарского полка. 1824—1896: в 2-х томах (СПб., 1890—1897)
- Русская эскадра во Франции в октябре 1893 года (Варшава, 1893)
- Дочь Кексгольмского гренадерского полка [биографический очерк] (Варшава, 1893)
- Памятка гродненского гусара (СПб., 1894)
- Император Менелик и война его с Италией [По документам и походным дневникам Н. С. Леонтьева] (СПб., 1898)
- Амурская героиня [очерк. При осаде Благовещенска китайцами] (М., 1901) — переведён на японский язык Симэйем Футабатэйем (псевд. Тацуносукэ Хасэгава).
- В осаде [События последней китайской войны] (М., 1901)
- Наша сила [Подвиги русских воинов, граждан и женщин в последнюю китайскую войну] (М., 1901)
- С трупами [Эпизод из пекинского сидения] (М., 1901)
- Жёлтое нашествие (СПб., 1903)
- Надо знать своего врага [Заметки об японской армии] (СПб., 1904)
- Из моих скитаний [Путевые записки] (СПб., 1905)
- Герой Отечественной войны Кульнев (М., 1912)
- Кульнев [очерк. К столетию Отечественной войны] (СПб., 1912)

Сборники
- Из жизни [Сборник рассказов] (СПб., 1896)
- Собрание сочинений Всеволода Владимировича Крестовского (8 томов. СПб., 1899—1900)
- О, женщины!! [Из дневника] (СПб., 1912)

Художественные произведения
- Болезнь века [роман] (Варшава, 1892)
- Грум [рассказ. Недавняя быль] (Варшава, 1895)
- Хмель жизни [пьеса в 4-х действиях] (СПб., 1912)
- На крёстном пути [роман в 3-х частях] (София—Берлин, 1924)
- Повальное безумие. [памфлет. К свержению ига мод] (СПб., 1912)

Стихотворения
- Отзвуки жизни [Сборник стихотворений] (СПб., 1912)